# David Stockman
David Georg Stockman, född 30 november 1879 i Göteborg, död 2 december 1951 i Sofia församling i Stockholm, var en svensk hovsångare (tenor), målare och skulptör.

## Biografi
David Stockman var son till emigrationsombudsmannen Peter Herman Alfrid Stockman och Erika Christina Olsson och från 1922 gift med Helny Maria Vilhelmina Westerberg. Stockman utbildade sig först till möbelskulptör och tilldelades en silvermedalj för sitt konsthantverk vid Stockholmsutställningen 1897. Efter att han flyttat till Stockholm fick han anställning vid Emil Lindens operettsällskap och efter turnéer och sångstudier i in- och utlandet debuterade han vid Kungliga Teatern 1906 som Wilhelm Meister i Mignon. Bland roller märks titelrollerna i Gounods Faust, Romeo och Julia samt Offenbachs Hoffmanns äventyr. En annan roll var Don José i Bizets Carmen. Han tillförde repertoaren även tyngre partier som titelrollen i Wagners Lohengrin, Walther von Stoltzing i Mästersångarna i Nürnberg och titelrollen i Parsifal. Han var engagerad vid teatern fram till 1942 och därefter verksam som sångpedagog och konstnär.
Som konstnär medverkade han med bilkonst i bland annat Skådespelarnas egen utställning som visades på Fahlcrantz konstsalong i Stockholm 1937. Några andra som också medverkade vid den utställningen var sångaren Arvid Petersén och operasångaren Gustaf Sjöberg.
David Stockman är begravd på Sandsborgskyrkogården i Stockholm.

## Priser och utmärkelser
- 1918 – Litteris et artibus
- 1929 – Hovsångare

## Roller (ej komplett)
| År   | Roll             | Produktion                                           | Regi              | Teater        |
| ---- | ---------------- | ---------------------------------------------------- | ----------------- | ------------- |
| 1934 | Niccolò Paganini | Paganini Paul Kneppler, Beda Jenbach och Franz Lehár | Harry Stangenberg | Oscarsteatern |

## Diskografi
- Erik i Den flygande holländaren. 1912. Wagner in Stockholm. Bluebell ABCD 091